# Mistrzostwa Europy w Wioślarstwie 2009 – jedynka mężczyzn
Jedynka mężczyzn (M1x) – konkurencja rozgrywana podczas Mistrzostw Europy w Wioślarstwie 2009 w Brześciu między 18 a 20 września.

## Harmonogram konkurencji
| Wydarzenie                  | Runda         |
| --------------------------- | ------------- |
| Piątek, 18 września 2009    | Eliminacje    |
| Piątek, 18 września 2009    | Repasaże      |
| Sobota, 19 września 2009    | Półfinały A/B |
| Sobota, 19 września 2009    | Finał C       |
| Niedziela, 20 września 2009 | Finał B       |
| Niedziela, 20 września 2009 | Finał A       |

## Medaliści
| Złoto               | Srebro        | Brąz        |
| Mindaugas Griškonis | Janis Christu | Mario Vekić |

## Wyniki

### Eliminacje
Reguła kwalifikacji: 1-2 → PA/B, 3.. → R

#### Eliminacje 1
| Miejsce | Zawodnik           | Kraj       | Czas    | Uwagi |
| ------- | ------------------ | ---------- | ------- | ----- |
| 1       | Mario Vekić        | Chorwacja  | 7:12,98 | PA/B  |
| 2       | Lukáš Babač        | Słowacja   | 7:18,66 | PA/B  |
| 3       | Maksim Szauczenka  | Białoruś   | 7:23,14 | R     |
| 4       | Fabrizio Güttinger | Szwajcaria | 7:28,57 | R     |
| 5       | Janez Zupan        | Słowenia   | 7:28,98 | R     |
| 6       | Jakub Houška       | Czechy     | 7:56,31 | R     |

#### Eliminacje 2
| Miejsce | Zawodnik               | Kraj     | Czas    | Uwagi |
| ------- | ---------------------- | -------- | ------- | ----- |
| 1       | Mindaugas Griškonis    | Litwa    | 7:07,47 | PA/B  |
| 2       | Martin Gulyas          | Niemcy   | 7:09,61 | PA/B  |
| 3       | Aleksandyr Aleksandrow | Bułgaria | 7:12,46 | R     |
| 4       | Frédéric Dufour        | Francja  | 7:24,20 | R     |
| 5       | Ralph Kreibich         | Austria  | 7:28,09 | R     |
| 6       | Valeri Prosvirnin      | Estonia  | 7:36,80 | R     |

#### Eliminacje 3
| Miejsce | Zawodnik           | Kraj    | Czas    | Uwagi |
| ------- | ------------------ | ------- | ------- | ----- |
| 1       | Janis Christu      | Grecja  | 7:09,56 | PA/B  |
| 2       | Artiom Kosow       | Rosja   | 7:10,77 | PA/B  |
| 3       | Dairis Adamaitis   | Łotwa   | 7:11,43 | R     |
| 4       | Tamás Varga        | Węgry   | 7:26,84 | R     |
| 5       | Wiktor Hrebennykow | Ukraina | 7:31,24 | R     |
| 6       | Micheil Edżoszwili | Gruzja  | 7:32,97 | R     |

### Repasaże
Reguła kwalifikacji: 1-3 → PA/B, 4... → FC

#### Repasaże 1
| Miejsce | Zawodnik               | Kraj     | Czas    | Uwagi |
| ------- | ---------------------- | -------- | ------- | ----- |
| 1       | Ralph Kreibich         | Austria  | 7:12,95 | PA/B  |
| 2       | Tamás Varga            | Węgry    | 7:15,8  | PA/B  |
| 3       | Aleksandyr Aleksandrow | Bułgaria | 7:18,22 | PA/B  |
| 4       | Maksim Szauczenka      | Białoruś | 7:24,83 | FC    |
| 5       | Micheil Edżoszwili     | Gruzja   | 7:30,66 | FC    |
| 6       | Jakub Houška           | Czechy   | 7:32,65 | FC    |

#### Repasaże 2
| Miejsce | Zawodnik           | Kraj       | Czas    | Uwagi |
| ------- | ------------------ | ---------- | ------- | ----- |
| 1       | Frédéric Dufour    | Francja    | 7:14,05 | PA/B  |
| 2       | Wiktor Hrebennykow | Ukraina    | 7:16,43 | PA/B  |
| 3       | Dairis Adamaitis   | Łotwa      | 7:16,58 | PA/B  |
| 4       | Janez Zupan        | Słowenia   | 7:17,49 | FC    |
| 5       | Fabrizio Güttinger | Szwajcaria | 7:18,02 | FC    |
| 6       | Valeri Prosvirnin  | Estonia    | 7:24,24 | FC    |

### Półfinały A/B
Reguła kwalifikacji: 1-3 → FA, 4... → FB

#### Półfinały A/B 1
| Miejsce | Zawodnik               | Kraj      | Czas    | Uwagi |
| ------- | ---------------------- | --------- | ------- | ----- |
| 1       | Mario Vekić            | Chorwacja | 6:59,63 | FA    |
| 2       | Janis Christu          | Grecja    | 6:59,84 | FA    |
| 3       | Aleksandyr Aleksandrow | Bułgaria  | 7:00,02 | FA    |
| 4       | Martin Gulyas          | Niemcy    | 7:00,74 | FB    |
| 5       | Ralph Kreibich         | Austria   | 7:13,00 | FB    |
| 6       | Wiktor Hrebennykow     | Ukraina   | 7:25,66 | FB    |

#### Półfinały A/B 2
| Miejsce | Zawodnik            | Kraj     | Czas    | Uwagi |
| ------- | ------------------- | -------- | ------- | ----- |
| 1       | Mindaugas Griškonis | Litwa    | 6:59,47 | FA    |
| 2       | Lukáš Babač         | Słowacja | 7:01,53 | FA    |
| 3       | Frédéric Dufour     | Francja  | 7:02,37 | FA    |
| 4       | Tamás Varga         | Węgry    | 7:03,60 | FB    |
| 5       | Dairis Adamaitis    | Łotwa    | 7:03,74 | FB    |
| 6       | Artiom Kosow        | Rosja    | 7:04,42 | FB    |

### Finał C
| Miejsce | Zawodnik           | Kraj       | Czas    | Uwagi |
| ------- | ------------------ | ---------- | ------- | ----- |
| 1       | Valeri Prosvirnin  | Estonia    | 7:08,02 |       |
| 2       | Maksim Szauczenka  | Białoruś   | 7:08,87 |       |
| 3       | Fabrizio Güttinger | Szwajcaria | 7:10,83 |       |
| 4       | Micheil Edżoszwili | Gruzja     | 7:17,42 |       |
| 5       | Janez Zupan        | Słowenia   | 7:18,82 |       |
| 6       | Jakub Houška       | Czechy     | 7:19,01 |       |

### Finał B
| Miejsce | Zawodnik           | Kraj    | Czas    | Uwagi |
| ------- | ------------------ | ------- | ------- | ----- |
| 1       | Martin Gulyas      | Niemcy  | 7:05,90 |       |
| 2       | Artiom Kosow       | Rosja   | 7:07,84 |       |
| 3       | Ralph Kreibich     | Austria | 7:08,52 |       |
| 4       | Tamás Varga        | Węgry   | 7:12,01 |       |
| 5       | Dairis Adamaitis   | Łotwa   | 7:18,62 |       |
| 6       | Wiktor Hrebennykow | Ukraina | 7:31,75 |       |

### Finał A
| Miejsce | Zawodnik               | Kraj      | Czas    | Uwagi |
| ------- | ---------------------- | --------- | ------- | ----- |
|         | Mindaugas Griškonis    | Litwa     | 7:03,05 |       |
|         | Janis Christu          | Grecja    | 7:06,61 |       |
|         | Mario Vekić            | Chorwacja | 7:08,64 |       |
| 4       | Lukáš Babač            | Słowacja  | 7:13,58 |       |
| 5       | Frédéric Dufour        | Francja   | 7:17,31 |       |
| 6       | Aleksandyr Aleksandrow | Bułgaria  | 7:21,92 |       |